# Robert Clive
El Major General Robert Clive (Shropshire, 29 de setembre de 1725 - Londres, 22 de novembre de 1774), també conegut com a Clive of India, va ser un militar britànic que va establir la supremacia política i militar de la Companyia Britànica de les Índies Orientals a Bengala. Junt amb Warren Hastings va ser una de les figures clau de l'Índia britànica. En la lluita pels llocs comercials, derrotà els francesos i els seus aliats indis a Arcot (1751), Calcuta (1757) i Plassey (1757). Va ser governador de Bengala de 1757 a 1760 i de nou 1764 a 1767. Clive obrí el camí per al domini anglès sobre Índia, el qual va durar gairebé dos segles.
Clive era fill d'un membre de Parlament anglès i era un nen extremadament indisciplinat i malhumorat. Als 18 anys marxà cap a Madràs, Índia, com treballador de la Companyia Britànica de les Índies Orientals. Pres del tedi i de la solitud va intentar suïcidar-se dues vegades. En la guerra colonial de 1751, Robert Clive va prendre el Fort d'Arcot amb 200 europeus i 300 sipais (tropes índies) i el va defensar contra 10.000 soldats indis i francesos.
Clive tornà a Anglaterra el 1753, de nou a Índia, el 1757, com a tinent coronel. El comerç anglès se centrava a Calcuta. El 1756, el príncep Siraj-ud-Dowlah, de Bengala va prendre Calcuta i va empresonar, dins una petita sala, 146 súbdits britànics. 123 d'ells moriren ràpidament sufocats. Després de tornar a prendre Calcuta, Clive va derrotar Siraj-ud-Dowlah a Plassey, l'any 1757. A continuació va deixar els anglesos com governants de Bengala. L'any 1763 el Tractat de París va consolidar la supremacia anglesa a l'Índia.
Clive va rebre el títol de baró Clive de Plassey, va ser nomenat diputat i cavaller, el 1764. Va ser atacat políticament, es va fer addicte a l'opi va estar afectat per la depressió i l'any 1774, es va suïcidar tallant-se el coll.